# مارشال ديفيس إيويل
مارشال ديفيس إيويل (بالإنجليزية: Marshall Davis Ewell)‏ هو كاتب أمريكي، ولد في 18 أغسطس 1844، وتوفي في 1928.